# JC・シャゼイ
JC・シャゼイ （ジョシュア・スコット・シャゼイ／Joshua Scott Chasez, 1976年8月8日 - ）は、アメリカ合衆国の男性シンガーソングライター・音楽プロデューサー・俳優。ジャスティン・ティンバーレイクと並んで男性ポップグループイン・シンクのリード・シンガーとして活躍。グループ在籍時から作曲家やプロデューサーとしても活動し、2002年からソロ活動を開始した。近年は俳優としてのキャリアも積んでいる。身長180cm。

## 来歴
1976年8月8日、ワシントンD.C.にて誕生。5歳の時にシャゼイ家に養子として引き取られ、以後はメリーランド州ブーイで育つ。３人きょうだいの長男で、妹と弟がいる。
12歳の時、友人たちとダンスグループを組んでタレントコンテストに出場し、優勝。ステージに立つことへ興味を抱く。その後テレビ番組「ミッキー・マウス・クラブ」のオーディションに合格し、1991年から95年まで同番組の中心的人物として活躍する。（この頃からJC・シャゼイという芸名を使い始める。これは「ミッキー・マウス・クラブ」に出演し始めた頃既に'Joshua'という名前の共演者がいたためであり、混同を防ぐためにイニシャルをとってJCと名乗り始めた。）
1995年、「ミッキー・マウス・クラブ」で共演したジャスティン・ティンバーレイクの紹介でイン・シンクに加入し、リード・シンガーとして活躍。楽曲制作やプロデュースにも積極的に参加しており、特にアルバム「ノー・ストリングス」では表題曲を含め4曲を、続く「セレブリティ」でも4曲を制作した。
インシンク活動休止後、2002年よりソロ活動を開始。映画「ドラムライン」のサウンドトラックをプロデュースしていたダラス・オースティンの誘いにより、同映画にソロデビュー曲となる「Blowin' Me Up (With Her Love)」を提供。その後リリースした「Some Girls (Dance With Woman)」をリードシングルとして、2004年2月24日に1stソロアルバム「Schizophrenic（スキッツォフレニック）」をリリース（日本での発売は2004年3月10日）。しかしイン・シンク時代からの大幅な路線変更とプロモーションの失敗も相まって、USチャート最高位17位（全米での売り上げは約12万枚）と奮わなかった。
更にアルバム発売直前にプロボウルのハーフタイムショーへの出演が決まっていたが、直前にNFLによって出演をキャンセルされた。これはシャゼイ本人に問題があったわけではなく、同じイン・シンクのメンバーだったジャスティン・ティンバーレイクが、プロボウルの前週に開催されたスーパーボウルのハーフタイムショーにて不適切な演出をしたことが原因と言われている。（ティンバーレイクの件が大スキャンダルになったことで、その余波からくる新たなトラブルを危惧したNFLが一方的にシャゼイを降板させた。）。
2005年より2ndソロアルバム「The Story Of Kate」の制作を開始するも、2007年夏に発売キャンセル。同年9月をもってイン・シンク時代より所属していたジャイヴ・レコードを離れたことを公表した。以後は特定のレーベルに所属することなく、様々なクリエイターとの共作で楽曲提供やプロデュースを行っている。これまでに楽曲提供をした主なアーティストは、バックストリート・ボーイズ、ガールズ・アラウド、マシュー・モリソン、デヴィッド・アーチュレッタ、マクフライなど。
2008年以降は映画やテレビへの出演が多くなる。特に2008年から2012年までは、オーディション番組「America's Best Dance Crew（アメリカズ・ベスト・ダンス・クルー）」にて審査員を務めていた。
2012年よりジミー・ハリーと共に女性アイドルグループGirl Radical（ガール・ラディカル）をプロデュース。同グループは2014年まで活動した。
2014年にはミュージカル「ジーザス・クライスト・スーパースター」のピラト総督役に抜擢され、同年6月からの北米アリーナ・ツアーへの出演が決定。しかし5月30日、初日10日前にして突如全公演が中止となる。理由は明らかにされていないが、ニューヨーク・タイムズ紙は「チケットの売り上げがよくなかったから」と報じている。
2016年6月にロサンゼルス映画祭へ出品される映画「Opening Night」（旧タイトル「One Shot」）に出演。主演であるトファー・グレイスのライバル役を演じている。

## 人物・エピソード
- 幼少の頃はかなりの人見知りだったという。
- イン・シンクメンバーの中で唯一独身である。過去には女優のタラ・リードやエヴァ・ロンゴリアと交際していた。
- イン・シンク時代からグループを牽引する歌唱力の持ち主であり、様々な曲調の曲を歌いこなすことが出来る。メンバーのジャスティン・ティンバーレイクはシャゼイの歌声を「あらゆるボーイバンドの中でもいちばん」と評した[8]。またランス・バスは2014年に行われた自身の結婚式でファーストダンスの歌をシャゼイに依頼しており、「今まで生きてきた中でいちばん素晴らしい歌声」と絶賛している[9]。
- 手がけた楽曲は他のクリエイターとの共作が多い。

## ディスコグラフィー
イン・シンクとして参加している作品は「イン・シンク」の項目を参照のこと。

### アルバム
- 2004年 スキッツォフレニック  Schizophrenic

### シングル
- 2003年 Blowin’ Me Up (With Her Love)
- 2003年 Some Girls (Dance With Woman)
- 2004年 All Day Long I Dream About Sex
- 2006年 Until Yesterday
- 2007年 You Ruined Me　※配信のみ

### 客演・参加作品
| 年     | タイトル           | アーティスト                                    | 収録アルバム             | 備考                         |
| ------ | ------------------ | ----------------------------------------------- | ------------------------ | ---------------------------- |
| 2000年 | Bring It All To Me | Blaque featuring JC Chasez                      | Blaque                   |                              |
| 2000年 | Give In To Me      | Euge Groove                                     | Euge Groove              | メインボーカル。作曲も担当。 |
| 2003年 | Plug It In         | Basement Jaxx feat. JC Chasez                   | Kish Kash                |                              |
| 2003年 | Force Of Gravity   | BT feat. JC Chasez                              | Emotional Technology     | 作曲にも参加。               |
| 2003年 | Somnambulist       | BT                                              | Emotional Technology     | バックコーラス参加。         |
| 2012年 | Animal             | Kristina Maria feat. JC Chasez                  | Tell The World           | 作曲も担当。                 |
| 2012年 | This I Promise You | Richard Marx with JC Chasez                     | A Night Out With Friends | ライブアルバム。             |
| 2014年 | My Girl            | Smokey Robinson, Aloe Blacc, Miguel & JC Chasez | Smokey&Friends           |                              |
| 2015年 | Blow Up The Moon   | Blues Traveler feat. 3OH!3, JC Chasez           | Blow Up The Moon         | 作曲にも参加。               |

## 楽曲提供・プロデュース
| 年     | アーティスト        | タイトル                  | 収録アルバム                                         | 参加形態                                                                    |
| ------ | ------------------- | ------------------------- | ---------------------------------------------------- | --------------------------------------------------------------------------- |
| 2000年 | Boyz N Girlz United | Messed Around             | Boyz-N-Girlz United                                  | コンポーザー                                                                |
| 2000年 | Boyz N Girlz United | Can't Stop Loving You     | Boyz-N-Girlz United                                  | コンポーザー                                                                |
| 2001年 | Scene23             | He Said She Said          | Music From The Show Popstars 2: Introducing Scene 23 | コンポーザー、ボーカルアレンジメント                                        |
| 2001年 | Scene23             | What She Got              | Music From The Show Popstars 2: Introducing Scene 23 | コンポーザー、ボーカルアレンジメント                                        |
| 2001年 | Scene23             | Respect Me                | Music From The Show Popstars 2: Introducing Scene 23 | ボーカルアレンジメント                                                      |
| 2001年 | Joey Fatone         | Ready To Fall             | On The Line （Soundtrack)                            | プロデューサー                                                              |
| 2001年 | Wild Orchid         | Lies                      | Fire                                                 | コンポーザー、プロデューサー                                                |
| 2001年 | Wild Orchid         | Just Another Girl         | Fire                                                 | コンポーザー、プロデューサー                                                |
| 2001年 | Wild Orchid         | Fire                      | Fire                                                 | コンポーザー、プロデューサー                                                |
| 2001年 | Wild Orchid         | You Knew                  | Fire                                                 | コンポーザー、プロデューサー                                                |
| 2005年 | Girls Aloud         | Watch Me Go               | Chemistry                                            | コンポーザー                                                                |
| 2007年 | Backstreet Boys     | Treat Me Right            | Unbreakable                                          | コンポーザー、ボーカルアレンジメント、 ボーカルプロデュース、アレンジメント |
| 2007年 | Jonatha Brooke      | Careful What You Wish For | Careful What You Wish For                            | コンポーザー、バックコーラス                                                |
| 2007年 | Jonatha Brooke      | Beautiful Girl            | Careful What You Wish For                            | コンポーザー                                                                |
| 2007年 | The Cheetah Girls   | Break Out This Box        | TCG                                                  | コンポーザー、ピアノ                                                        |
| 2008年 | David Archuleta     | Don't Let Go              | David Archuleta                                      | コンポーザー、プロデューサー、 バックコーラス、ピアノ                       |
| 2010年 | McFly               | If U C Kate               | Above The Noise                                      | コンポーザー                                                                |
| 2010年 | A.J. McLean         | Teenage Wildlife          | Have It All                                          | コンポーザー、プロデューサー、バックコーラス                                |
| 2010年 | A.J. McLean         | Love Crazy                | Have It All                                          | コンポーザー、プロデューサー、バックコーラス                                |
| 2010年 | Cady Groves         | One In The Same           | The Life of a Pirate                                 | コンポーザー                                                                |
| 2011年 | 福原美穂            | STARLIGHT                 | The Soul Extreme EP                                  | コンポーザー                                                                |
| 2011年 | 福原美穂            | Better Than Love          | The Soul Extreme EP II                               | コンポーザー                                                                |
| 2011年 | Matthew Morrison    | Hey                       | Matthew Morrison                                     | コンポーザー、バックコーラス                                                |
| 2011年 | Matthew Morrison    | Don't Stop Dancing        | Matthew Morrison                                     | コンポーザー、バックコーラス                                                |
| 2012年 | Cady Groves         | Ugly                      | This Little Girl                                     | コンポーザー                                                                |
| 2012年 | Kristina Maria      | Animal                    | Tell The World                                       | コンポーザー、フィーチャリング                                              |
| 2012年 | Kristina Maria      | FML X2                    | Tell The World                                       | コンポーザー                                                                |
| 2015年 | Victoria Duffield   | 2 Become 1                | Accelerate                                           | コンポーザー                                                                |

## 出演作品
（俳優として出演の作品にはJoshua Chasezとクレジットされることが多い。）

### 映画
| 年     | タイトル               | 役名                                 | 備考                                     |
| ------ | ---------------------- | ------------------------------------ | ---------------------------------------- |
| 2000年 | Longshot               | ピザ屋の店員                         |                                          |
| 2008年 | Killer Movie           | Ted Buckley                          |                                          |
| 2009年 | 21 and a Wake-Up       | Dr.Tom Drury                         |                                          |
| 2014年 | レッド・スカイ Red Sky | Alex 'Profile' Cruz （プロファイル） | 日本語吹き替えは竜門睦月が担当している。 |

### TV出演
（TVドラマは日本で放送されたことがある作品のみを記載）
| 年            | タイトル                                   | 役名・役柄            | 備考                       |
| ------------- | ------------------------------------------ | --------------------- | -------------------------- |
| 1991年-1995年 | ミッキー・マウス・クラブ                   |                       |                            |
| 2002年        | 恋するマンハッタン What I Like About You   | (本人役）             | シーズン1第2話 ゲスト出演  |
| 2006年        | ゴースト 天国からのささやき Ghost Whispers | サムソン（Samson)     | シーズン2第9話 ゲスト出演  |
| 2008年        | ラスベガス Las Vegas                       | ウィリアム（William） | シーズン5第12話 ゲスト出演 |
| 2008年-2012年 | America’s Best Dance Crew                  | (審査員）             |                            |